# Heidbach (Perlbach)
Der Heidbach ist ein 3,0 km langer Bach in den Gemeinden Regesbostel und Hollenstedt im Landkreis Harburg in Niedersachsen, der südlich von Hollenstedt von links und Nordwesten in den Perlbach mündet.

## Verlauf
Der Heidbach entspringt südwestlich von Holtorfer Heide in einem Waldgebiet im Naturschutzgebiet Springmoor bei Hollenstedt. Durchfließt mehrere Teiche und unterquert die A 1 in südöstlicher Richtung. Der Heidbach durchfließt mäandrierend einige Wiesen, unterquert die K 43 und mündet von links und Nordwesten in den Perlbach.

## Zustand
Der Heidbach ist im gesamten Verlauf mäßig belastet (Güteklasse II).

## Befahrungsregeln
Wegen intensiver Nutzung der Este durch Freizeitsport und Kanuverleiher erließ der Landkreis Harburg 2002 eine Verordnung unter anderem für die Este, ihre Nebengewässer und der zugehörigen Uferbereiche, die den Lebensraum von Pflanzen und Tieren schützen soll. Seitdem ist das Befahren und Betreten des Heidbachs ganzjährig verboten.